# Cases Rocamora
Les cases Rocamora són un conjunt arquitectònic situat al Passeig de Gràcia i el carrer de Casp de Barcelona, catalogat com a bé cultural d'interès local.

## Història
Entre 1863 i 1883, en aquesta illa hi hagué el Prado Catalán, i el 1884 s'hi va instal·lar el Cafè i el Teatre Novedades. Una part dels terrenys eren propietat del comerciant Isidre Alandí i Llamusí i el tintorer Francesc Llenas i Duran, que van tenir una disputa amb l'Ajuntament per l'expropiació d'una franja de terreny al Passeig de Gràcia. Entre 1897 i 1901, Antoni Rocamora i Pujolà va adquirir-ne tres parcel·les, que incloïen el cafè i l'entrada al teatre, als germans Artur i Francesc Llenas i Ventura, i a la cunyada d'aquest darrer, Àngela Canela i Bauzà, vídua d'Isidre Alandí.
El 1914, Rocamora va demanar permís per a construir-hi tres cases segons el projecte de l'arquitecte Joaquim Bassegoda i Amigó (tot i que probablement hi col·laborà el seu germà Bonaventura). El 1915, en plena construcció, va presentar un nou projecte que augmentava l'alçada en un pis mes, i finalment, les obres s'acabaren el 1917. Va morir aquell mateix any, i les cases es van repartir entre les seves filles Eulàlia (núms. 12-14), Elvira (núms. 8-10) i Isabel Rocamora i Rosés (núm. 6).

## Descripció
Conjunt de tres edificis entre mitgeres de planta baixa amb ús comercial i cinc plantes d'habitatges de renda. Les cases tenen entrades independents però estan unificades uniformement mitjançant una façana que repeteix la mateixa estructura, un sol mòdul consistent en les tribunes i els coronaments de les cúpules que sobrepassen el propi terrat. Hi ha una torre que trenca amb l'ordenació establerta a la manera d'un mirador de planta circular amb pinacles situat al vèrtex de la cantonada. Els elements decoratius goticistes queden articulats a través de la pròpia estructura de l'edifici.